# Pseudorapiditat

Valors de pseudorapiditat mostrats en una gràfica polar. En física de partícules, un angle de zero sol estar al llarg de l'eix del feix i, per tant, les partícules amb alts valors de pseudorapidesa generalment es perden, escapant per l'espai del detector juntament amb el feix.

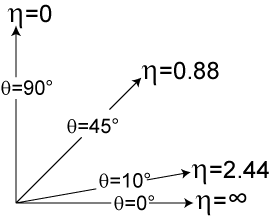
Quan l'angle polar s'acosta a zero, la pseudorapiditat tendeix cap a l'infinit.

En física experimental de partícules, pseudorapiditat, {\displaystyle \eta }, és una coordenada espacial d'ús habitual que descriu l'angle d'una partícula en relació amb l'eix del feix. Es defineix com
{\displaystyle \eta \equiv -\ln \left[\tan \left({\frac {\theta }{2}}\right)\right],}
on {\displaystyle \theta } és l'angle entre la partícula de tres moments {\displaystyle \mathbf {p} } i la direcció positiva de l'eix del feix. A la inversa,
{\displaystyle \theta =2\arctan \left(e^{-\eta }\right).}
En funció del tres impuls {\displaystyle \mathbf {p} }, la pseudorapiditat es pot escriure com
{\displaystyle \eta ={\frac {1}{2}}\ln \left({\frac {\left|\mathbf {p} \right|+p_{\text{L}}}{\left|\mathbf {p} \right|-p_{\text{L}}}}\right)=\operatorname {arctanh} \left({\frac {p_{\text{L}}}{\left|\mathbf {p} \right|}}\right),}

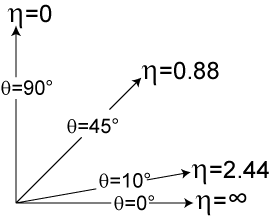
Quan l'angle polar s'acosta a zero, la pseudorapiditat tendeix cap a l'infinit.

on {\displaystyle p_{\text{L}}} és la component de l'impuls al llarg de l'eix del feix (és a dir, l'impuls longitudinal – utilitzant el sistema convencional de coordenades per a la física del col·lisionador d'hadrons, també es denota habitualment {\displaystyle p_{z}}). En el límit on la partícula viatja a prop de la velocitat de la llum, o equivalentment en l'aproximació que la massa de la partícula és insignificant, es pot fer la substitució {\displaystyle m\ll |\mathbf {p} |\Rightarrow E\approx |\mathbf {p} |\Rightarrow \eta \approx y} (és a dir, en aquest límit, l'única energia de la partícula és la seva energia-impuls, similar al cas del fotó) i, per tant, la pseudorapiditat convergeix a la definició de rapidesa utilitzada en la física experimental de partícules:
{\displaystyle y\equiv {\frac {1}{2}}\ln \left({\frac {E+p_{\text{L}}}{E-p_{\text{L}}}}\right)}
Això difereix lleugerament de la definició de rapidesa en relativitat especial, que utilitza {\displaystyle \left|\mathbf {p} \right|} en comptes de {\displaystyle p_{\text{L}}}. Tanmateix, la pseudorapiditat depèn només de l'angle polar de la trajectòria de la partícula, i no de l'energia de la partícula. Es parla de la direcció "en endavant" en un experiment de col·lisionador d'hadrons, que es refereix a les regions del detector que estan a prop de l'eix del feix, a alt nivell. {\displaystyle |\eta |} ; en contextos on la distinció entre "endavant" i "enrere" és rellevant, el primer es refereix a la direcció z positiva i el segon a la direcció z negativa.
En la física de col·lisionadors d'hadrons, es prefereix la rapidesa (o pseudorapidesa) a l'angle polar. {\displaystyle \theta } perquè, en termes generals, la producció de partícules és constant en funció de la rapidesa, i perquè les diferències de rapidesa són invariants de Lorentz sota els impulsos al llarg de l'eix longitudinal: es transformen additivament, de manera similar a les velocitats de la relativitat galileana. Una mesura d'una diferència de rapidesa {\displaystyle \Delta y} entre partícules (o {\displaystyle \Delta \eta } si les partícules implicades són sense massa) no depèn, per tant, de l'impuls longitudinal del marc de referència (com ara el marc de laboratori). Aquesta és una característica important per a la física dels col·lisionadors d'hadrons, on els partons en col·lisió porten diferents fraccions de moment longitudinal x, la qual cosa significa que els quadres restants de les col·lisions entre partons tindran diferents impulsos longitudinals.
La rapidesa en funció de la pseudorapiditat ve donada per
{\displaystyle y=\ln \left({\frac {{\sqrt {m^{2}+p_{\text{T}}^{2}\cosh ^{2}\eta }}+p_{\text{T}}\sinh \eta }{\sqrt {m^{2}+p_{\text{T}}^{2}}}}\right),}
on {\textstyle p_{\text{T}}\equiv {\sqrt {p_{\text{x}}^{2}+p_{\text{y}}^{2}}}} és el moment transversal (és a dir, la component del tres moments perpendicular a l'eix del feix).
Utilitzant una expansió Maclaurin de segon ordre de {\displaystyle y} expressat en {\displaystyle m/p_{\text{T}}} es pot aproximar la rapidesa per
{\displaystyle y\approx \eta -{\frac {p_{\text{L}}}{2|\mathbf {p} |}}\left({\frac {m}{p_{\text{T}}}}\right)^{2}=\eta -{\frac {\tanh {\eta }}{2}}\left({\frac {m}{p_{\text{T}}}}\right)^{2}=\eta -{\frac {\cos {\theta }}{2}}\left({\frac {m}{p_{\text{T}}}}\right)^{2},}
la qual cosa fa que sigui fàcil de veure que per partícules relativistes amb {\displaystyle p_{\text{T}}\gg m}, la pseudorapidesa esdevé igual a la (vertadera) rapidesa.
La rapidesa s'utilitza per definir una mesura de separació angular entre partícules que s'utilitza habitualment en la física de partícules {\textstyle \Delta R\equiv {\sqrt {\left(\Delta y\right)^{2}+\left(\Delta \phi \right)^{2}}}}, que és invariant de Lorentz sota un impuls al llarg de la direcció longitudinal (feix). Sovint, el terme de rapidesa en aquesta expressió es substitueix per pseudorapiditat, donant lloc a una definició amb magnituds purament angulars: {\textstyle \Delta R\equiv {\sqrt {\left(\Delta \eta \right)^{2}+\left(\Delta \phi \right)^{2}}}}, que és invariant de Lorentz si les partícules implicades són sense massa. La diferència d'angle azimutal, {\displaystyle \Delta \phi }, és invariant sota els impulsos de Lorentz al llarg de la línia del feix (eix z) perquè es mesura en un pla (és a dir, el pla xy "transversal") ortogonal a la línia del feix.